# Arto Salminen
Arto Salminen (22. října 1959, Helsinki - 15. listopadu 2005, Hausjärvi) byl finský spisovatel.
Pracoval též jako novinář a řidič taxi. Napsal šest románů, ve kterých s množstvím černého humoru kritizoval současné jevy finské společnosti, finskou politiku, bulvární tisk, reality show apod. Jeho knihy se částečně staly ve Finsku kultem a obdržely výborné recenze, ačkoli se obtížněji prodávaly.
Salminen obdržel Cenu Koskenkorva v roce 1998 a Cenu Olvi v roce 2004.
Zemřel na náhlý infarkt v listopadu 2005.

## Spisy
- Turvapaikka (1995)
- Varasto (1998)
- Paskateoria (2001) česky Teorie sraček (2006)
- Ei-kuori (2003)
- Lahti (2004)
- Kalavale (2005)